# Lori de Buru
El lori de Buru  (Charmosyna toxopei) és una espècie d'ocell de la família dels psitàcids que habita zones boscoses de Buru, a les illes Moluques meridionals.